# Блек Ривер (Њујорк)
Блек Ривер (енгл. Black River) град је у америчкој савезној држави Њујорк.

## Демографија
По попису из 2010. године број становника је 1.348, што је 63 (4,9%) становника више него 2000. године.
| Група             | 2000.         | 2010.         |
| Белци             | 1.173 (91,3%) | 1.173 (87,0%) |
| Афроамериканци    | 34 (2,6%)     | 59 (4,4%)     |
| Азијати           | 35 (2,7%)     | 26 (1,9%)     |
| Хиспаноамериканци | 17 (1,3%)     | 47 (3,5%)     |
| Укупно            | 1.285         | 1.348         |